# Taipinus convexus
Taipinus convexus – gatunek chrząszcza z rodziny stonkowatych i podrodziny Chrysomelinae.
Gatunek tan opisany został w 2011 roku przez Mauro Daccordiego i Ge Siqina.
Chrząszcz o ciele długości od 5 do 5,2 mm i szerokości 3,5 mm, ubarwiony metalicznie spiżowo z rudobrązowymi czułkami, odnóżami i elementami aparatu gębowego. Jego przedplecze odznacza się brakiem szczecinek czuciowych w tylnych i przednich kątach oraz rzadkim i delikatnym punktowaniem. Na pokrywach duże i grube punkty tworzą nieco nieregularne rzędy między którymi powierzchnia jest szagrynowana oraz gęsto i delikatnie punktowana. Samiec ma regularnie zakrzywiony edeagus o wierzchołku szerokim i nieco zaostrzonym ku zaokrąglonemu szczytowi. Jego smukłe i zesklerotyzowane flagellum ma kształt haka, a otwór bazalny ledwo osiąga rozmiar ⅓ długości edeagusa.
Owad znany tylko z zachodniego Hubei w Chinach.